# Хенкина, Елизавета Алексеевна
Елизаве́та Алексе́евна Нели́дова (Лидия Хенкина; 1881—1963) — русская общественная деятельница, актриса, деятель теософского движения из рода Нелидовых. Жена актёра В. Я. Хенкина, мать К. В. Хенкина.

## Биография
Родилась в 1881 году в семье генерал-лейтенанта Алексея Николаевича Нелидова. Играла в театре-кабаре Никиты Балиева «Летучая мышь». Дважды была замужем, во второй раз — за актёром Виктором Хенкиным. Когда Хенкин в 1923 году получил ангажемент в Берлине, супруги с сыном Кириллом покинули СССР.
За границей жила в Берлине, Праге (где в 1923 году возглавляла Русскую теософическую группу), а с 1924 года в Париже. С 1926 года сотрудничала с Русским теософским обществом, в 1927—1929 годах с Тургеневским артистическим обществом. Входила в русскоязычную масонскую ложу «Аврора» № 840 Масонского смешанного международного ордена Право человека и Орден «Звезды на востоке».
В 1929 году переехала в предместье Парижа Мёдон, участвовала в работе французского Союза возвращения на родину. Зимой 1929—1930 годов, когда Виктор Хенкин гастролировал в США, вся семья переселилась на несколько месяцев из Парижа в Нью-Йорк. В 1938 году Лидия Хенкина возглавила во Франции Русский комитет помощи республиканской Испании, занималась организацией в Париже митингов в поддержку социалистического правительства Испании.
В 1941 году с семьей вернулась в Советский Союз. Участвовала в создании Всероссийского театрального общества.
Умерла в 1963 году в Москве, похоронена на Новодевичьем кладбище (участок 2).